# 神経梅毒
神経梅毒 (しんけいばいどく、英語: Neurosyphilis) とは、梅毒の中枢神経系への感染を指す。神経梅毒の症例の大部分は、ヒト免疫不全ウイルス（HIV）に感染した患者で報告されている。

## 概要
初期の梅毒に最も共通して現れる神経学的な症状は、髄膜炎である。第3期梅毒 (tertiary syphilis) の症状は主に神経梅毒であるが、神経梅毒自体は感染のどの段階でも起こり得る。
神経梅毒の診断では脳脊髄液を採取するため腰椎穿刺が行われ、特定の梅毒トレポネーマの抗原に対する抗体検査が行われる。望ましい検査法はVDRL法 (Venereal Disease Research Laboratory test) であり、FTA-ABS法 (fluorescent treponemal antibody absorption test) が補完的に行われることもある。
歴史的には、この疾患はタスキギー梅毒実験で研究されており、科学における不正行為 (研究倫理の問題) の例として最も有名な例の1つである。研究は未治療の梅毒を持つアフリカ系アメリカ人約400人を対象として1932年から1972年まで経過観察が行われ、梅毒に感染していない約200人との比較が行われた。研究は参加者のインフォームド・コンセントのないまま開始され、アメリカ公衆衛生局によって1972年まで継続された。研究者はペニシリンが神経梅毒の効果的な治療薬であることが判明したのを知りながら、それを患者に知らせず治療を差し控えた。4年の観察期間の後、患者の26.1%、対照群の2.5%で神経梅毒がみられた。20年の観察期間後、14％が神経梅毒の徴候を示し、40%が他の原因で死亡した。タスキギー実験の影響もあって、1974年には国家研究法 (National Research Act) が通過し研究習慣は変化した。治験審査委員会が設置され、インフォームド・コンセントが実践されるようになった。そして1997年には、大統領による謝罪が行われた。

## 徴候と症状
神経梅毒の徴候と症状は、梅毒の段階によって変化する。梅毒の段階は、1期 (primary)、2期 (secondary)、潜伏期 (latent)、3期 (tertiary) に分類される。第3期梅毒の症状はおもに神経梅毒である。神経梅毒は感染のどの段階でも起こることには留意すべきである。
髄膜炎は、初期の梅毒に最もよくみられる神経学的な症状である。典型的には第2期に起こり、最初の感染から1年以内に発生する。症状は他の形態の髄膜炎と類似している。梅毒性髄膜炎 (neurosyphilitic meningitis) に関連する症状としては、顔面神経の麻痺が最もよく見られる。
眼のほとんどすべての部分が影響を受ける。眼梅毒 (ocular syphilis) に最もよく現れる症状はぶどう膜炎である。他には、上強膜炎、硝子体炎、網膜炎、視神経乳頭炎、網膜剥離、角膜実質炎などがみられる。
髄膜血管型梅毒 (meningovascular syphilis) は、通常晩期の梅毒で起こるが、初期段階でも影響を受けている可能性がある。これは中枢神経系に供給を行っている血管系の炎症によるもので、結果として虚血が生じる。典型的には最初の感染から約6年から7年の後に起こり、脳卒中または脊髄梗塞として現れる可能性がある。徴候や症状は影響を受けている血管領域によって変化する。最も影響受けていることが多いのは中大脳動脈である。
脳実質梅毒 (parenchymal syphilis) は、最初の感染の数年から数十年後に発生する。脊髄後索の変性のために脊髄癆として知られる一連の症状が出現する。アーガイル・ロバートソン瞳孔、失調性の歩隔拡大 (ataxic wide-based gait)、便失禁または尿失禁、位置感覚と振動感覚の消失、深部痛や温度感覚の消失、急性反復性胃腸痛 (acute episodic gastrointestinal pain)、神経障害性関節症、進行性麻痺などがみられる。
また、ゴム腫が破壊性炎症と占拠性病変として出現することもある。これは、肉芽腫による器官の破壊よって引き起こされる。ほとんどの場合、脳の前頭葉と頭頂葉が影響を受ける。

### 合併症
ヤーリッシュ・ヘルクスハイマー反応は、梅毒の治療に対する免疫系の反応によって治療の2時間から24時間以内に発生する。反応の正確なメカニズムは不明であるが、抗生物質による治療によって死滅した、または死滅しかけているトレポネーマの個体から炎症誘発性のリポタンパク質が放出されることで引き起こされる可能性が高いと考えられている。典型的には、発熱、頭痛、筋肉痛、そして皮膚の発疹の悪化を伴うこともある。初期段階の梅毒で最も多く起こり、1期、2期梅毒の患者の50%から75％でみられる。通常症状は限定的で、解熱薬や非ステロイド性抗炎症薬で処置される。

## 危険因子
無防備な性交や複数の性的パートナーを持つといった高リスクな性行動は感染の危険因子となる。梅毒は男性と性交を行う男性の間で流行している。HIVの感染に対する抗レトロウイルス薬治療は、HIVの伝染を抑制するが梅毒の伝染には効果がない。このことが男性と性交を行う男性の間で梅毒の感染率が上昇している要因となっている可能性がある。また、ドラッグの使用と関連している可能性もある。

## 病態生理
神経梅毒の病理は完全には解明されていない。梅毒トレポネーマの培養が容易ではないこともその一因となっている。最初の感染から数日から数週間以内に、梅毒トレポネーマは血液とリンパを介して広がる。個体はほとんどすべての器官の血管周囲に蓄積し、中枢神経系も含まれる。ある患者ではCNSへの感染が起こり、他の患者で起こらない理由は不明である。稀に、個体は眼のあらゆる構造 (角膜、前眼房、硝子体膜、脈絡膜、視神経など) に侵入し、局所的な炎症と浮腫を引き起こす。
1期と2期の梅毒では、髄膜への侵入によって血管周囲腔 (Virchow-Robin腔) へのリンパ球と形質細胞の浸潤が引き起こされる。脳幹と脊髄への細胞性免疫応答の拡大は、炎症と髄膜の小血管の壊死を引き起こす。
3期梅毒では、慢性的な潜伏感染の再活性化によって、髄膜血管型梅毒が引き起こされる可能性がある。これは、中枢神経系へ供給を行っている小動脈、中動脈、大動脈の閉塞性動脈内膜炎によって生じる。脳実質梅毒は脊髄癆、進行性麻痺として症状が現れる。脊髄癆は、腰仙部および下部胸部に関与する脊髄後索の神経線維の不可逆的な変性によるものであると考えられている。進行性麻痺は髄膜の血管の炎症と上衣の肉芽腫の浸潤によって引き起こされ、神経細胞死やアストロサイトやミクログリアの増殖を引き起こす。損傷は、大脳皮質、線条体、視床下部、髄膜で好発する。
梅毒トレポネーマとHIVの同時感染は、梅毒の経過に影響を与えることが知られている。梅毒は神経梅毒へ進行する前に10年から20年の休眠期間が存在するが、HIVはその進行速度を早める可能性がある。また、HIVへの感染はペニシリンによる治療の失敗の頻度を高めることが知られている。そのため、神経梅毒はHIV感染率が高く、ペニシリンへのアクセスが限られている社会で再び広がっている。

## 診断
神経梅毒の診断には、脳脊髄液の検査が必要である。脳脊髄液の採取には腰椎穿刺が利用される。神経梅毒の診断では、脳脊髄液のVDRL法による検査が望ましい。陽性であれば神経梅毒であることが確認されるが、陰性の結果から神経梅毒の可能性を排除することはできない。VDRL法の感度は低いため、FTA-ABS法がVDRL法を補完するために利用されることがある。報告されている感度には差がある。抗体検査の偽陰性は、凝集反応が起こらないほど抗体濃度が高いときに生じることがある。これは典型的には第2期梅毒で見られ、試料を10倍に希釈することで回避することができる。
神経梅毒の初期段階ではCSFの白血球数がしばしば上昇している。マイクロリットル当たりの白血球数は50–100個程度で、主にリンパ球が占める。一般的に晩期の梅毒では細胞数は低下している。梅毒の段階に関わらず、CSFに白血球が存在しなければ、神経梅毒の可能性は排除される。

## 治療
神経梅毒の治療にはペニシリンが用いられる。ペニシリンによる治療の2つの例は次のようなものである。
- 水溶性ペニシリンGを300–400万ユニットを4時間ごとに10–14日間にわたって投与する。
- 1日1回の筋肉内注射と1日4回の経口投与を10–14日間にわたって行う。

感染の消失を確認するため、一般的に3、6、12、24、36ヶ月後に経過観察の血液検査が行われる。脳脊髄液検査のための腰椎穿刺が、一般的には6ヶ月ごとに、細胞数が正常になるまで行われる。すべての梅毒患者に対し、HIV感染の検査を行うべきである。梅毒の全ての症例は公衆衛生当局に報告されるべきであり、当局はパートナーに対する通知、検査、治療の必要性の判断の支援を行うのが良い。
治療の成功は、VDRL法のような非トレポネーマ抗体検査において、力価が1/4以下に低下することで判断される。初期段階の梅毒は6–12ヶ月で低下し、晩期の梅毒は低下までに12–24ヶ月かかる。以前に梅毒にかかっていた人の場合、力価の低下はよりゆっくりとしたものとなる。